# Pegging

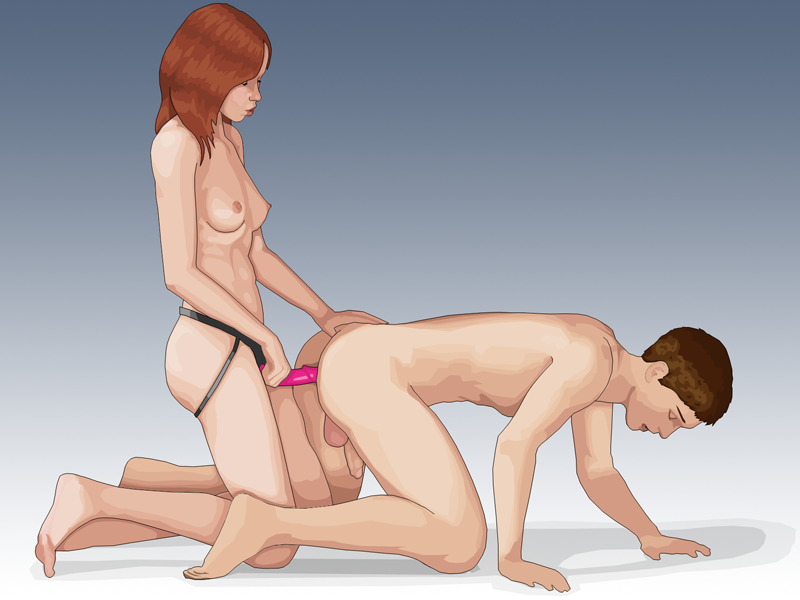
Rysunek przedstawiający kobietę penetrującą analnie mężczyznę przy użyciu strap-on dildo

Pegging – heteroseksualny akt płciowy, polegający na tym, że kobieta penetruje odbyt mężczyzny sztucznym członkiem lub wibratorem umocowanym na biodrach przy pomocy pasków tzw. strap-on dildo. Termin ten pojawił się po raz pierwszy 21 czerwca 2001 roku w poradniku seksualnym Dana Savage’a pt. Savage love, który wyłonił nazwę tej praktyki spośród propozycji swych czytelników.

## Przyjemność fizyczna
U mężczyzn podczas tej formy współżycia pobudzane są odbyt oraz prostata (niektórzy mężczyźni podczas tej formy współżycia decydują się na masturbację).